# ترساواوکس
ترساواوکس (به فرانسوی: Trésauvaux) یک کامین در فرانسه است که در Canton of Fresnes-en-Woëvre واقع شده‌است.

## خصوصیات
ترساواوکس ۳٫۹۵ کیلومترمربع مساحت و ۶۵ نفر جمعیت دارد و ۲۷۰ متر بالاتر از سطح دریا واقع شده‌است.